# Тілугі
Тілу́гі (Drymophila) — рід горобцеподібних птахів родини сорокушових (Thamnophilidae). Представники цього роду мешкають в Південній Америці.

## Опис
Тілугі — дрібні птахи, середня довжина яких становить 12,5-15,5, а вага 9,5-13,2. Їх притаманне яскраве, строкате забарвлення і довгі, східчасті хвости. У всіх тілугі на спині є напівприхована біла пляма. Більшість видів тілугі мешкає в Андах та в регіоні Атлантичного лісу. Вони зустрічаються парами, рідко приєднуються до змішаних зграй птахів.

## Види
Виділяють одинадцять видів:
- Тілугі рудий (Drymophila ferruginea)
- Тілугі бамбуковий (Drymophila rubricollis)
- Тілугі рудохвостий (Drymophila genei)
- Тілугі бразильський (Drymophila ochropyga)
- Тілугі сірохвостий (Drymophila malura)
- Тілугі строкатий (Drymophila squamata)
- Тілугі строкатоголовий (Drymophila devillei)
- Тілугі санта-мартанська (Drymophila hellmayri)[5]
- Тілугі венесуельський (Drymophila klagesi)[6]
- Тілугі колумбійський (Drymophila caudata)
- Тілугі андійський (Drymophila striaticeps)[7]

## Етимологія
Наукова назва роду Drymophila походить від сполучення слів дав.-гр. δρυμος — ліс, гай і φιλος — любитель.